# 尼欧可木阶
尼欧可木阶，下白垩统的年代地层单元（白垩纪开始于约1.36亿年前，延续约0.71亿年）。包括下白垩统4个次一级的阶，从老到新有贝里阿斯阶、凡兰吟阶、欧特里沃阶、巴列姆阶。